# ワイル計量
一般相対性理論において、ワイル計量（ワイルけいりょう 英: Weyl metrics、ドイツ系アメリカ人数学者ヘルマン・ワイルに由来）とは、アインシュタイン方程式の「静的」で「軸対称」な解の総称である。カー・ニューマン計量に分類される三つの有名な解、すなわちシュワルツシルト計量、非極限的ライスナー・ノルドシュトロム計量、極限的ライスナー・ノルドシュトロム計量がワイル型計量と言える。

## 標準的ワイル計量
ワイル計量に分類される解は次の一般式を持つ。
ここで ψ(ρ, z) および γ(ρ, z) は「ワイルの正準座標」 {ρ, z} に依存する計量ポテンシャルである。 座標系 {t, ρ, z, φ} はワイル時空の対称性に最も適しており（二つのキリングベクトル場は ξt = ∂t  および ξφ = ∂φ となる） しばしば円筒極座標系のように振る舞うが、{ρ, z} が事象の地平面の外側のみを被覆しているという意味でブラックホールの記述には「不完全」である。
したがって、ある特定のエネルギー・運動量テンソル Tab に対応する静的軸対称解を決定するには、式 (1) に表わされるワイル計量をアインシュタイン方程式に代入する必要がある（ただし c = G = 1 とする）。
そして、二つの関数 ψ(ρ, z) および γ(ρ, z) の関数形をつきとめなければならない。

## 電磁真空ワイル解用の簡約化方程式
最もよく調査されており最も有用なワイル解の一つが Tab が電磁場のみに起因する、すなわち物質も電流も存在しない状況に対応する（ワイル型）電磁真空解である。知っての通り、電磁四元ポテンシャル Aa が与えられれば反対称電磁場テンソル Fab およびトレースフリーなエネルギー・運動量テンソル Tab (T = gabTab = 0) をそれぞれ計算することができる。
これは、源無し共変マクスウェル方程式を満たす。
式(5.a) は次のように簡略化できる。
ここで Γa
bc = Γa
cb を用いた。また、電磁真空においては R = −8πT = 0 であるから、式(2)を次のように簡約化できる。
ここで、ワイル型軸対称静電ポテンシャルを Aa = Φ(ρ, z)[dt]a （成分 Φ は実際に電磁スカラーポテンシャル） と式(1)の形のワイル計量を仮定すると、式(3)(4)(5)(6)から次が導ける。
ここで、R = 0 から式(7.a)が得られ、Rtt = 8πTtt もしくは Rφφ = 8πTφφ から式(7.b)が得られ、Rρρ = 8πTρρ もしくは Rzz = 8πTzz から式(7.c)が得られ、Rρz = 8πTρz から式(7.d)が得られ、式(5.b) から式(7.e)が得られる。また、{\displaystyle \nabla ^{2}=\partial _{\rho \rho }+{\frac {1}{\rho }}\,\partial _{\rho }+\partial _{zz}} および  {\displaystyle \nabla =\partial _{\rho }\,{\hat {e}}_{\rho }+\partial _{z}\,{\hat {e}}_{z}} はそれぞれラプラス演算子と勾配演算子である。 さらに、物質・幾何相互作用の意味で ψ = ψ(Φ) とし、漸近的平坦性を仮定すると式(7.a-e)から次の状態方程式が得られる。
特に、もっとも単純な真空の場合は Φ = 0 かつ Tab = 0 であり、式(7.a-7.e)は次のように簡約化される。
まず式(8.b)を解くことで ψ(ρ, z) が得られ、その上で式(8.c)および式(8.d)を解くことで γ(ρ, z) が得られる。実用上、R = 0 から帰結する式(8.a)は無矛盾性関係式もしくは可積分条件式としてしか働かない。
非線形ポアソン方程式(7.b)とは異り、式(8.b)は線形ラプラス方程式である。これはつまり、式(8.b)を満たす真空解を重ね合わせてもやはり式(8.b)の解であるということを意味する。この事実は広い応用を持っており、たとえば解析的にシュワルツシルトブラックホールを歪めるのに応用できる。
軸対称なラプラス演算子および勾配演算子を用いて式(7.a-7.e)および式(8.a-8.d)をコンパクトに書き下した。これは状態方程式(7.f)の導出に非常に有用である。論文では、式(7.a-7.e)および式(8.a-8.d)は次の形式で書き下されることもしばしばである。
および
時空の幾何とエネルギー・物質分布との相互作用を考慮すると、式(7.a-7.e)において計量関数 ψ(ρ, z) は静電ポテンシャル Φ(ρ, z) と関数関係 ψ = ψ(Φ) （つまり幾何がエネルギーに依存する）を仮定するのが自然であり、ここから次が帰結する。
式(B.1) により式(7.b)および式(7.e)はただちにそれぞれ次のように変換される。
したがって、次を得る。
ここで、変数 ψ を ζ := e2ψ で置き換えれば、式(B.4)は次のように簡約化される。
式(B.5)を直接積分すると ζ = e2ψ = Φ2 + Φ + B が得られる。ここで {B, } は積分定数である。無限遠点における漸近的平坦性を満たすためには、 {\displaystyle \lim _{\rho ,z\to \infty }\Phi =0} および {\displaystyle \lim _{\rho ,z\to \infty }e^{2\psi }=1} が要請され、したがって B = 1 でなければならない。また、数学的簡便化のために以下  を −2C のように書き直すこととすると、式(7.a-7.e)から最終的に次の状態方程式が導かれる。
この関係式は式(7.a-7.f)を線形化し、電磁真空ワイル解の重ね合わせる上で重要である。

## 計量ポテンシャルΨ(ρ,z)のニュートン力学における相当物
式(1)に示されるワイル計量について、 {\displaystyle e^{\pm 2\psi }=\sum _{n=0}^{\infty }{\frac {(\pm 2\psi )^{n}}{n!}}} であるから、弱場極限 ψ → 0 において次の近似が成り立つ。
従って、次の近似式が帰結する。
これは、次に示す太陽や地球のような低質量天体の作るよく知られた静的弱重力場に非常によく似ている。
ここで、 ΦN(ρ, z) は通常「ニュートンポテンシャル」と呼ばれ、ポアソン方程式 {\displaystyle \nabla _{L}^{2}\Phi _{N}=4\pi \varrho _{N}} を満たす。これはワイル計量ポテンシャル ψ(ρ, z) が式(3.a)または式(4.a)を満すのと同様の意味を持つ。ψ(ρ, z) と ΦN(ρ, z) の類似性から、ワイル解の研究の際には  ψ(ρ, z) のニュートン力学における相当物を想定したくなる。つまり、ψ(ρ, z) を非相対論的にニュートン重力源から導きたくなる。ψ(ρ, z) のニュートン力学における相当物はワイル型の解を指定し、また拡張する際に非常に助けになることが実証されている。

## シュワルツシルト解
ワイルポテンシャルは、式(8)を次のように与えればシュワルツシルト計量を生成する。
ここで、次のようにおく。
ニュートン力学における相当物の観点から、 ψSS は質量 M および長さ 2M の棒を z-軸上に対称に置いたときに生成される重力ポテンシャルに等しい。すなわち、一様質量線密度 σ = 1/2 を区間 {\displaystyle z\in [-M,M]} においた場合に等しい（この類推に基いて、出典で議論されるようにシュワルツシルト解の重要な拡張が開発されている）。
ψSS と γSS が与えられれば、ワイル計量の形式(1)は次のようになる。
そして、次の相互に無矛盾な関係式を代入すると、
次の、通常の球面座標系 {t, r, θ, φ} を用いた一般的な形式のシュワルツシルト計量が得られる。
式(14)の形式の計量は、標準的な円筒・球面変換 (t, ρ, z, φ) = (t, rsinθ, rcosθ, φ) により直接式(16)に変換することはできない。なぜなら、 {t, r, θ, φ} は完全である一方 {t, ρ, z, φ} は不完全だからである。これが、式(1)において {t, ρ, z, φ} を円筒座標系ではなくワイルの正準座標と呼んだ理由である。しかし、これら二つの座標系の間には多くの共通点がある。たとえば、式(7)に表われるラプラシアン {\displaystyle \nabla ^{2}:=\partial _{\rho \rho }+{\frac {1}{\rho }}\partial _{\rho }+\partial _{zz}} は円筒座標系における二次元幾何ラプラシアンに一致している。

## 非極限的ライスナー・ノルドシュトロム解
次のようなワイルポテンシャルを代入すると、非極限的ライスナー・ノルドシュトロム解 (M > |Q|) が式(7）の解として得られる。
ここで、次のようにおく。
したがって、上の ψRN および γRN から、ワイル計量は次のように書ける。
次の変換を施すと、
通常の {t, r, θ, φ} 座標による一般的な非極限的ライスナー・ノルドシュトロム計量が得られる。

## 極限的ライスナー・ノルドシュトロム解
次のようなワイルポテンシャルにより、極限的ライスナー・ノルドシュトロム解 (M = |Q|) が式(7）の解として得られる（極限的解を別個に扱うのは、これが非極限的解の縮退したもの以上の大きな意味を持つからである）。
したがって、極限的ライスナー・ノルドシュトロム解は以下のように書ける。
また、次を代入すると、
以下のように通常の {t, r, θ, φ} 座標による極限的ライスナー・ノルドシュトロム計量を得る。
数学的には、極限的ライスナー・ノルドシュトロム計量は対応する非極限的ライスナー・ノルドシュトロム計量において Q → M の極限をとり、ロピタルの定理を用いれば得られる。
備考: 式(1)のワイル計量において（極限的ライスナー・ノルドシュトロム計量のように）γ(ρ, z) を零とすると ψ(ρ, z) という一つの計量ポテンシャルのみによって決定される特別な下位分類が得られる。この下位分類を軸対称という制限を外して拡張することにより（ただし依然ワイル座標が用いられる）、別の有用な分類が得られる。これを「共形静的 (conformastatic)」計量と呼ぶ。
ここで、λ を ψ のかわりに用いた。 これは対称性が異る（φ-依存性がある）ことを強調するためである。

## 球面座標系におけるワイル真空解
球面座標系を用いてワイル計量を表わすこともできる。
この式は式(1)に座標変換 (t, ρ, z, φ) ↦ (t, rsinθ, rcosθ, φ) をほどこしたものである（注意: 式(15)(21)(24)に示されるように、この座標変換は常に適用可能とは限らない）。真空の場合は、式(8.b)を ψ(r, θ) で書くと以下のようになる。
漸近平坦な解の場合、式(28)は以下のようになる。
ここで Pn(cosθ) はルジャンドル多項式を表わし、an は多重極子係数である。もうひとつの計量ポテンシャル γ(r, θ) は次のように書ける。